# 당신 (1999년 드라마)
《당신》은 KBS 1TV에서 1999년 4월 5일부터 1999년 9월 25일까지 방영된 한국방송공사 TV소설이며 김혜리 (유옥예 역)는 해당 작품 이후 KBS 드라마에 출연하지 않았다가 원래 2000년 1월 1일 시작할 예정이었으나 연출자로 낙점된 김재형 PD의 하차 등 우여곡절을 겪은 끝에 그 해 4월 1일로 첫 회가 변경된 1TV 대하드라마 《태조 왕건》으로 KBS 복귀를 했다.

## 등장 인물
- 김혜선 : 유순예 역
- 독고영재 : 김진태 역
- 김해숙 : 순예의 동서 역
- 정보석 : 김동희 역
- 김혜리 : 순예의 언니 유옥예 역
- 김병세 : 박기출 역
- 김주승 : 김백산 역
- 김영미 : 김복실 역
- 박상아
- 최여름
- 조은숙
- 김종헌
- 최윤영
- 이세창
- 김민희
- 김광영
- 김창숙
- 김형자
- 노현희
- 안해숙
- 임지은
- 황은하
- 하대경
- 이한나
- 차광수
- 한영숙
- 박웅 : 순예의 시아버지
- 강우경
- 이칸희
- 이은주
- 구자미
- 김서형
- 박현정
- 황은하

## 수상
- 1999년 KBS 연기대상 여자 우수상 김혜선

## 참고 사항
- 전형적인 한국 어머니의 `인고의 세월'이라는 소재가 전혀 특별하지 않았지만[3] 이 점이 오히려 시청자들한테 어필했다는 평가가 있었다. 20% 초중반대의 높은 시청률을 기록하였다.